# Sanguina

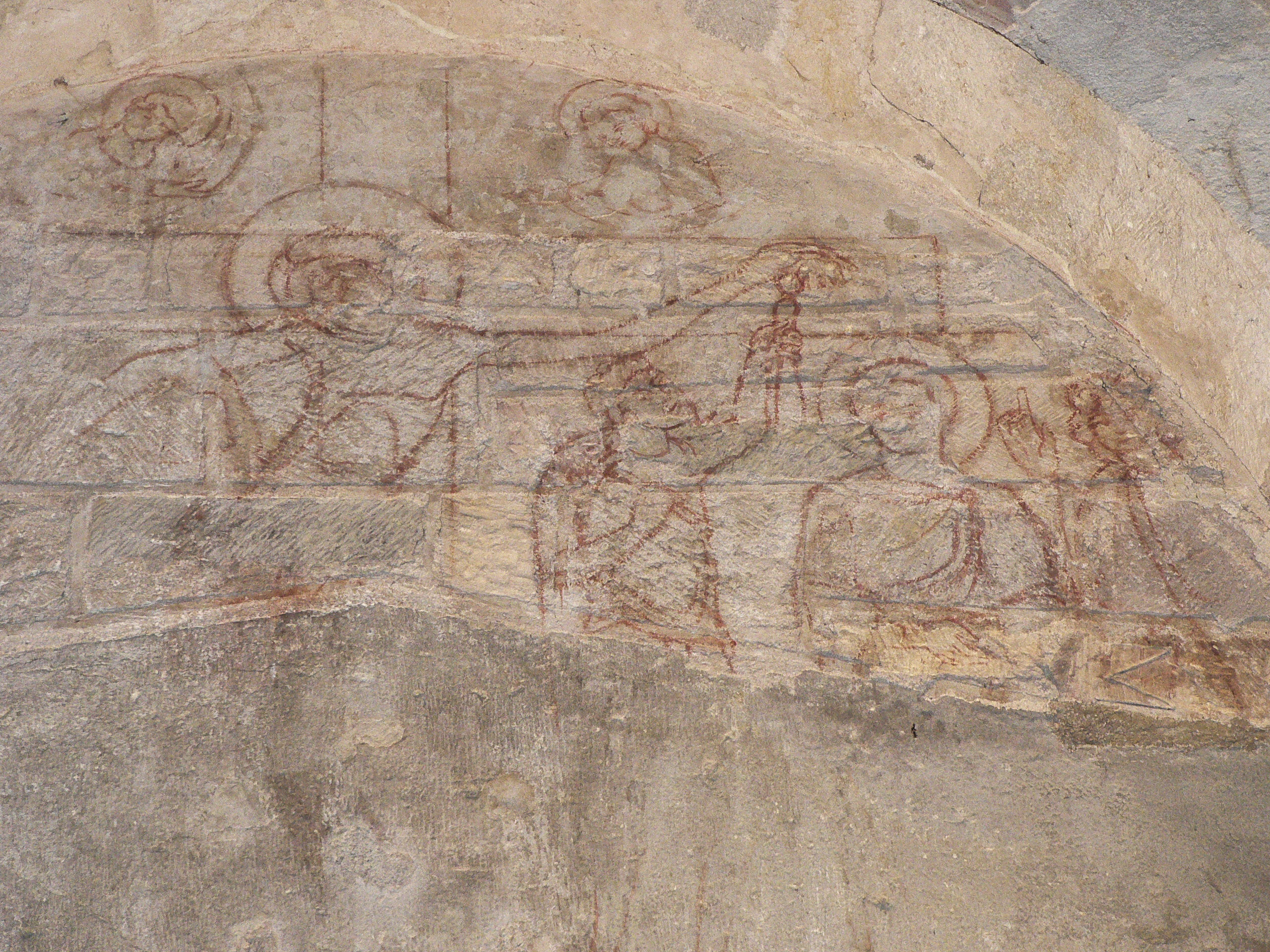
Dibuix a la sanguina

La sanguina és una tècnica pictòrica basada en una varietat d'òxid de ferro anomenada hematites, que es presenta en forma de pols, barra o placa. Pot tenir diferents tonalitats, totes elles dintre de la gamma dels vermells (d'aquí el seu nom, ja que recorda a la sang), des del vermell ataronjat fins al roig intens.
Anomenada antigament sinòpia – per la ciutat turca de Sinope, d'on procedia l'hematites –, va ser utilitzada en principi per als dibuixos preparatoris dels frescs: el traçat de sanguina era aplicat directament sobre el revestiment del mur que s'anava a pintar. La sanguina es va convertir en tècnica de dibuix com a tal a finals del segle xiv, utilitzada llavors sobre paper amb la seva forma sòlida- traçat deixat per la barra de la sanguina-, o bé amb forma líquida -aigua aplicada amb pinzell-, i barrejada molt sovint amb altres tècniques: ploma, pedra negra o guix blanc.
Les qualitats essencials d'aquest material són la lluminositat i el poder il·lusionista en l'acabat de les encarnacions, que fan d'aquesta tècnica idònia per a tot tipus d'estudis, tant com el retrat com el nu. La sanguina ha estat utilitzada per nombrosos pintors, especialment Leonardo, Miquel Àngel, Pontormo, Claude Lorrain, Le Brun, Fragonard i els impressionistes francesos -Manet, Renoir, Morisot, etc-.